# Talthybios

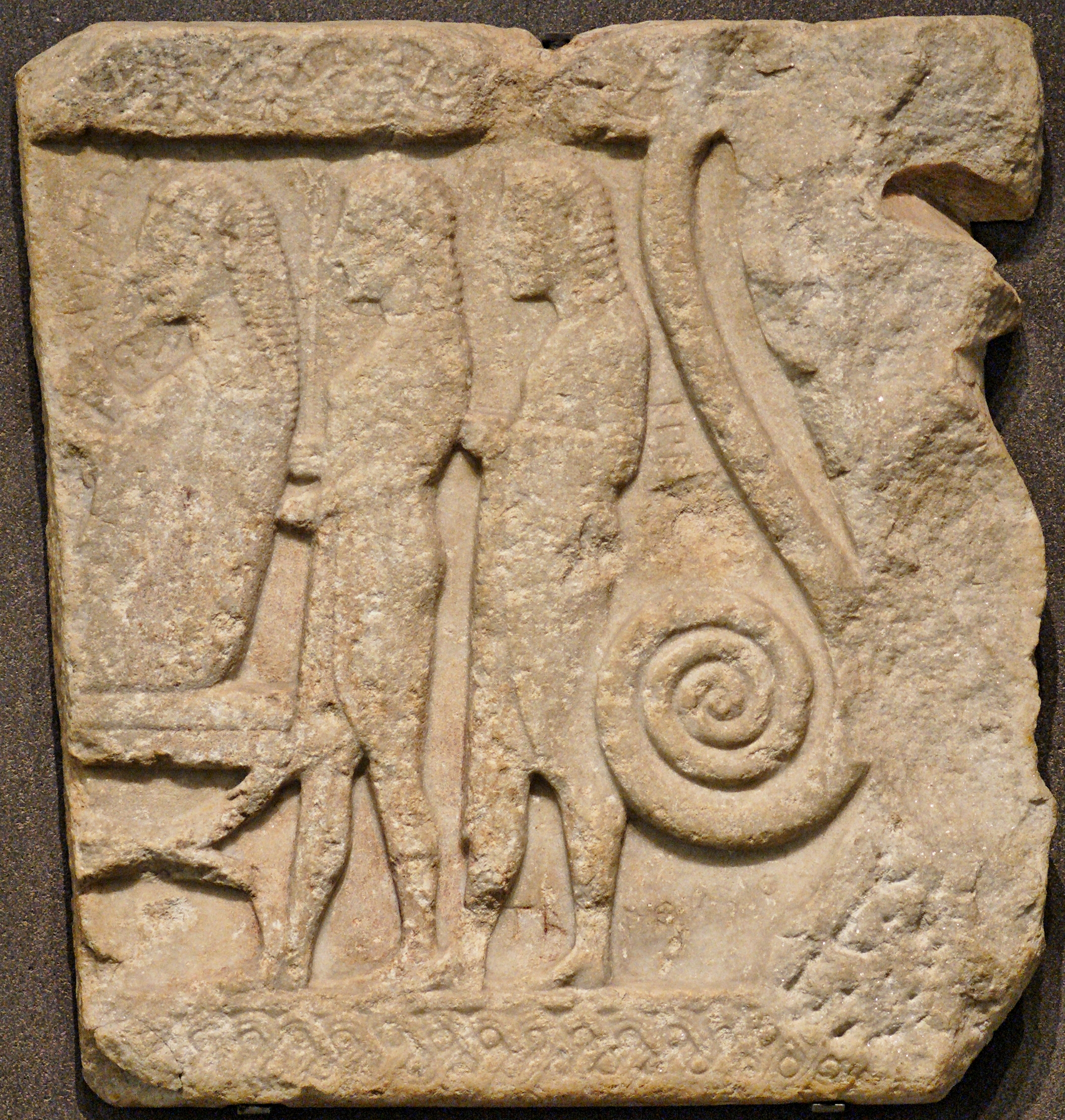
Agamemnon, Talthybios et Épéios, bas-relief de Samothrace (scène d'initiation d'Agamemnon aux mystères ?), v. 560 av. J.-C., musée du Louvre (Ma 697)

Dans la mythologie grecque, Talthybios (en grec ancien Ταλθύβιος / Talthýbios) est le héraut d'Agamemnon. Il apparaît dans l’Iliade et dans trois tragédies d'Euripide        (Iphigénie à Aulis, Hécube et Les Troyennes), ainsi que dans des poèmes modernes qui s'en inspirent, comme les Érinyes de Leconte de Lisle.
Il est à la fois le porte-parole et l'ambassadeur du roi Agamemnon. Il porte à l'occasion son sceptre et a suffisamment d'autorité pour séparer Ajax et Hector dans la mêlée. C'est lui qui vient chercher l'esclave Briséis, butin d'Achille réclamé par Agamemnon, et porte pour son roi le vase gagné par son roi lors de l'épreuve du javelot organisée pour les jeux funéraires de Patrocle au chant XXIII.
Talthybios est cité dans le Discours de la servitude volontaire d'Étienne de la Boétie : « Les Spartiates reconnurent qu'en agissant de la sorte, ils avaient offensé les dieux, et surtout Thaltybie, le dieu des héraults. »